# نتالي ريتشارد
نتالي ريتشارد (بالفرنسية: Nathalie Richard)‏ هي ممثلة فرنسية ولدت في يوم 6 يناير 1963 في مدينة باريس عاصمة فرنسا، مثلت في عدة أفلام ومسلسلات فرنسية منها لا تدعني أذهب أبدا في 2010 و فلم مخفي في 2005.

## روابط خارجية
- نتالي ريتشارد على موقع IMDb (الإنجليزية)
- نتالي ريتشارد على موقع قاعدة بيانات الأفلام العربية
- نتالي ريتشارد على موقع ألو سيني (الفرنسية)
- نتالي ريتشارد على موقع ميوزك برينز (الإنجليزية)
- نتالي ريتشارد على موقع أول موفي (الإنجليزية)
- نتالي ريتشارد على موقع قاعدة بيانات الأفلام السويدية (السويدية)
- نتالي ريتشارد على موقع ديسكوغز (الإنجليزية)
- نتالي ريتشارد على موقع قاعدة بيانات الفيلم (الإنجليزية)
- نتالي ريتشارد على موقع كينوبويسك (الروسية)